# Шарм (Јура)
Шарм (фр. Charme) насеље је и општина у источној Француској у региону Франш-Конте, у департману Јура која припада префектури Лон ле Соније.
По подацима из 2011. године у општини је живело 58 становника, а густина насељености је износила 15,63 становника/km². Општина се простире на површини од 3,71 km². Налази се на средњој надморској висини од 253 метара (максималној 255 m, а минималној 209 m).

## Демографија
| 1962. | 1968. | 1975. | 1982. | 1990. | 1999. | 2011. |
| ----- | ----- | ----- | ----- | ----- | ----- | ----- |
| 32    | 51    | 50    | 39    | 37    | 39    | 58    |

График промене броја становника у току последњих година